# Aleksej Michajlovič Isaev
Aleksej Michajlovič Isaev, in russo Алексей Михайлович Исаев? (San Pietroburgo, 24 ottobre 1908 – Mosca, 21 giugno 1971), è stato un ingegnere sovietico, progettista di motori razzo impiegati su aeroplani, missili e sonde spaziali.

## Biografia
Nacque a San Pietroburgo il 21 giugno 1908, figlio di Michail Michajlovič (1880-1950), insigne giurista e professore universitario, all'epoca assistente professore presso la locale Università. Nel 1925 iniziò gli studi presso l'Istituto minerario di Mosca, e nel 1932, dopo aver conseguito la laurea, iniziò a lavorare come ingegnere presso l'industria metallurgica Zaporožtal di Nižnij Tagil. Dopo aver sviluppato un interesse per gli aerei e l'aviazione, nell'agosto 1934 assunse l'incarico di direttore presso la fabbrica aeronautica 22, e due mesi più tardi fu trasferito all'Ufficio progettazione diretto dall'ingegnere Bolchovitnov, situato fuori Mosca, dove progettò il carrello di atterraggio del bombardiere a lungo raggio DB-A.
Dopo l'attacco tedesco all'Unione Sovietica l'ufficio progettazione fu trasferito al di là della catena degli Urali per sottrarlo all'avanzata delle truppe nemiche. Nei primi mesi del 1942 fu trasferito sotto la direzione dell'ingegnere Duškin, iniziando a lavorare alla realizzazione dei motori razzo a propellente liquido destinati al nuovo caccia intercettore BI in via di realizzazione. Il secondo prototipo del velivolo, designato BI-2, volò per la prima volta con il nuovo propulsore il 15 maggio 1942 e il 27 marzo 1943 lo stesso aereo raggiunse una velocità massima di 615 mph, ma al termine del volò precipitò al suolo, causando la morte del pilota collaudatore Grigorij Bachčivandži. Il programma BI fu annullato, ma nel 1944 gli fu affidato un proprio ufficio progettazioni per lo sviluppo dei motori a propellente liquido per la propulsione superiore stadio del razzo.

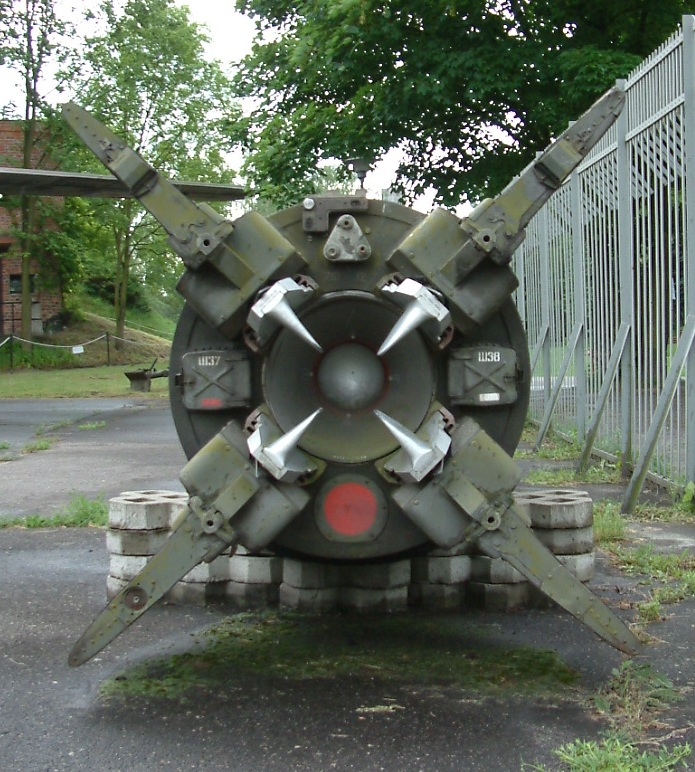
Il motore del missile R-11 Scud

Dopo la resa della Germania nazista, dal 3 luglio all'8 agosto 1945 fu mandato nella zona di occupazione sottoposta al controllo delle truppe sovietiche alla ricerca di nuova tecnologia, in particolare di quella legata al missile superficie-superficie a medio raggio V-2. Nel 1947 assunse l'incarico di direttore della sezione progetti dell'OKB-2 in seno al NII-1 di Mosca, lavorando allo sviluppo di motori a razzo destinati al Ministero dell'Aviazione. Verso la fine degli anni Quaranta tale ufficiò progetti realizzò nuovo motori destinati ai nuovi tipi di missili superficie-aria e aria-superficie. Dopo aver abbandonato i pesanti, complessi e afflitti da problemi di raffreddamento, progetti di motori tedeschi, il principale progettista di motori della Russia Valentin Petrovič Gluško adottò le innovazioni da lui proposte. Il ciclo a combustione stadiata (Замкнутая схема) fu proposto da Isaev nel 1949. Nel 1951 realizzò il propulsore del missile superficie-superficie a corto raggio R-11 Zemlya, che divenne universalmente noto come Scud, e nel 1952 iniziò a collaborare con il capo progettista Sergej Pavlovič Korolëv, realizzando nel corso del 1954 i propulsori per i missili superficie-aria S-75 e S-125, e i motori booster per il missile da crociera a lungo raggio Burya.

### Motori per il programma spaziale sovietico
Verso la fine degli anni Cinquanta l'ufficio progettazione da lui diretto iniziò a produrre motori a razzo sempre più grandi e più sofisticati destinati al programma spaziale sovietico. La prima realizzazione fu il motore di rientro TDU, che nel 1961 equipaggiò il primo veicolo spaziale dotato di equipaggio, il Vostok 1. Tale motore fu usato in 104 missioni nel 1965, che videro l'invio nello spazio di tutti i primi cosmonauti sovietici, nonché il lancio di decine di satelliti spia Zenit. Nel 1966 fu realizzato il motore di manovra KTDU-35, che opportunamente modificato fu usato sulle sonde senza equipaggio del tipo Luna, mandate sul satellite terrestre negli anni dal 1966 al 1976. Ulteriormente potenziati i propulsori della serie KTDU equipaggiarono la stazione spaziale Mir e i veicoli delle serie Sojuz e Saljut, operativi dal 1971 al 1999. Il modello KTDU-80 viene utilizzato ancora oggi, nella Sojuz TM e veicoli spaziali Progress, una notevole testimonianza dell'innovativo design originale di Isaev. Altre realizzazione furono il propulsore di manovra KDU-414 utilizzato sulle sonde Venera 1, Mars 1 e fino alla Venera 8, il KTDU-425 utilizzato sulle successive sonde planetarie, e il KTDU-5 usato nei lander lunari sovietici da Luna 4 a Luna 13.
Vincitore del Premio Stalin nel 1948, del Premio Lenin nel 1958, del Premio di Stato dell'URSS nel 1968, Eroe del lavoro socialista dottore in Scienze tecniche (25 aprile 1959), membro dell'Accademia delle Scienze dell'URSS, si spense a Mosca il 10 giugno 1971.

## Onori postumi
- Un cratere lunare, situato sul lato nascosto della luna, porta il suo nome.
- Anche l'asteroide 14834 Isaev è stato così chiamato in suo onore.
- Per due volte, nel 1978 e nel 1988, le poste dell'Unione Sovietica hanno emesso un francobollo commemorativo per l'anniversario della sua nascita.
- Un museo dedicato a lui e al suo OKB è stato aperto nella città di Korolëv.
- L'AM Isayev Chemical Engineering Design Bureau (ex-OKB 2) prende il nome da lui.